# Ekkehard (Münsterschwarzach)
Ekkehard († 29. September bzw. 11. Dezember 1465) war von 1454 bzw. 1455 bis 1465 Abt des Benediktinerklosters in Münsterschwarzach.

## Leben
Über die Herkunft und Familie des Abtes Ekkehard ist nur wenig bekannt. Die frühe Forschung bezeichnete ihn als Mitglied der Ministerialenfamilie der von Rotenhan. Leineweber allerdings erwähnt die frühe „Verbürgerlichung“ des Klosters in Neuenberg, aus dem Ekkehard nach Münsterschwarzach kam. Bereits 1435 waren dort keine Adeligen mehr Teil des Konvents. Für Leineweber war Ekkehard deshalb bürgerlicher Herkunft.
Er kam mit den anderen fuldischen Mönchen um 1444 an den Main und stieg dort schnell zum Prior des Klosters auf. Erstmals als Abt trat Ekkehard am 31. Januar 1455 in Erscheinung. Während einige Quellen die Resignation des Abtes ins Jahr 1466 datieren, geht Wagner vom Tod des Abtes im Jahr 1465 aus. Ekkehard verstarb an einem 29. September bzw. einem 11. Dezember und wurde in der Klosterkirche beim Altar der Jungfrau Maria begraben.